# Systellonotus
Systellonotus is een geslacht van wantsen uit de familie blindwantsen. Het geslacht werd voor het eerst wetenschappelijk beschreven door Fieber in 1858.

## Soorten
Het genus bevat de volgende soorten:

- Systellonotus albofasciatus (Lucas, 1849)
- Systellonotus alpinus Frey-Gessner, 1871
- Systellonotus brincki Schuh, 1974
- Systellonotus championi Reuter, 1903
- Systellonotus discoidalis Horvath, 1894
- Systellonotus insularis Wagner, 1948
- Systellonotus jirhandehanus Linnavuori and Hosseini, 1998
- Systellonotus lesbia Linnavuori, 1972
- Systellonotus malaisei Lindberg, 1934
- Systellonotus micelii Ferrari, 1884
- Systellonotus palpator Kirkaldy, 1902
- Systellonotus pseuovelox Carapezza, 1998
- Systellonotus stysi Ribes, Pagola-Carte, and Heiss, 2008
- Systellonotus tamaninii Rizzotti Vlach, 1998
- Systellonotus thymi V. Signoret, 1859
- Systellonotus triguttatus (Linnaeus, 1767)
- Systellonotus usaifirae Linnavuori, 1972
- Systellonotus velox Horvath, 1907
- Systellonotus villiersi Ribaut, 1941
- Systellonotus wagneri Linnavuori, 1964
- Systellonotus weberi Wagner, 1955